# Dieter Vogel (Journalist)
Dieter Vogel (* 18. Januar 1931 in Stettin) ist ein deutscher Volkswirt, Journalist und Staatssekretär (CDU). Er war von 1991 bis 1995 Regierungssprecher unter Bundeskanzler Helmut Kohl.

## Leben
Dieter Vogel wurde am 18. Januar 1931 in Stettin geboren und wuchs dort und auf Rügen auf. Vogel absolvierte 1950 in Bergen auf Rügen das Abitur und studierte von 1951 bis 1954 Volkswirtschaft unter anderem bei Professor Karl Schiller an der Universität Hamburg und schloss 1954 als Diplom-Volkswirt ab.
1955 begann er in der Volkswirtschaftlichen Abteilung der Dresdner Bank in Hamburg und wechselte 1958 in den Wirtschaftsjournalismus. Bis 1969 gehörte er der Redaktion der Frankfurter Allgemeinen Zeitung an und berichtete aus Frankfurt, Berlin und Bonn.
1970 holte Karl Schiller, inzwischen Bundeswirtschaftsminister und gleichzeitig Finanzminister, Vogel als Pressesprecher in das BMWi. Schiller trat jedoch schon im Juli 1972 aufgrund eines Disputs mit Kanzler Willy Brandt und Kabinettskollegen zurück. Daraufhin wurde Helmut Schmidt war für kurze Zeit Wirtschafts- und Finanzminister. Vogel überlegte zu dieser Zeit, seinen Job aufzugeben, da er der FDP nahestand. Jedoch blieb er Pressesprecher des Ministeriums, später auch unter Hans Friderichs (FDP). Auch bei dessen Nachfolger, Otto Graf Lambsdorff war Vogel Pressesprecher.

### Regierungssprecher
1991 wurde Vogel Sprecher der vierten von Helmut Kohl geführten Regierung.
Der Journalist Vogel ließ neben seiner Regierungstätigkeit Hörfunkbeiträge produzieren, in denen scheinbar neutrale Kommentatoren die SPD attackierten. Im Jahr 1993 gab der Regierungssprecher Vogel für solche von Agenturen hergestellte PR-Beiträge rund 1,5 Millionen Mark aus. Auch im Wahljahr 1994 wollte Vogel auf diese Art der Öffentlichkeitsarbeit nicht verzichten. Die SPD sah ihr Recht auf Wettbewerbs- und Chancengleichheit verletzt; Vogel verstoße gegen das Gebot der parteipolitischen Neutralität von Staatsorganen im Wahlkampf. Der damalige SPD-Bundesgeschäftsführer Günter Verheugen prüfte eine Klage vor dem Kölner Verwaltungsgericht.
Nach dem neonazistischen Mordanschlag von Mölln war bei der Trauerfeier die Bundesregierung durch Außenminister Klaus Kinkel und Arbeitsminister Norbert Blüm vertreten. Bundeskanzler Helmut Kohl nahm zu dieser Zeit am Landesparteitag der Berliner CDU teil. Als in der Bundespressekonferenz am 27. November 1992 Journalisten wissen wollten, warum der Bundeskanzler Kohl nicht bei der Trauerfeier anwesend war, sagte Dieter Vogel unter anderem, die Bundesregierung wolle nicht in einen „Beileidstourismus“ verfallen. Diese Aussage wurde vielfach kritisiert. Die Äußerung war Anlass zu einer Kleinen Anfrage der Gruppe der PDS/Linke Liste im Bundestag an die Bundesregierung. Vogels Begriff „Beileidstourismus“ war Kandidat zum Unwort des Jahres 1992 der Gesellschaft für deutsche Sprache (GfdS) und kam in die engere Auswahl.
Im Bulletin der Bundesregierung wird traditionell die Rede des Alterspräsidenten des Bundestages abgedruckt. In der 13. Wahlperiode wurde die Rede von Stefan Heym auf Anweisung von Regierungssprecher Vogel zunächst nicht im Bulletin abgedruckt, weil Heym für die offene Liste der PDS als Nachfolgepartei der SED, obgleich dieser zu DDR-Zeiten gegen die Politik der Parteiführung opponiert hatte, in den Bundestag eingezogen war. Dies führte zu einer kontroversen Parlamentsdebatte und schließlich dem verspäteten Druck der Rede im März 1995.
Er schied am 28. Februar 1995 aus dem Amt in den Ruhestand aus. Ihm folgte der Journalist des Bayerischen Rundfunks, Peter Hausmann (CSU), und der bisherige Staatssekretär im Bundesbauministerium, Herbert Schmülling (FDP) als Regierungssprecher und Stellvertreter nach.
Nach seiner Zeit als Regierungssprecher wurde Vogel unter Bundesbauminister Klaus Töpfer „medienpolitischer Beauftragter“ für den Hauptstadtumzug von Bonn nach Berlin.